# Combretum simulans
Combretum simulans är en tvåhjärtbladig växtart som beskrevs av Porteres. Combretum simulans ingår i släktet Combretum och familjen Combretaceae. Inga underarter finns listade i Catalogue of Life.